# Tiron acanthurus
Tiron acanthurus är en kräftdjursart. Tiron acanthurus ingår i släktet Tiron och familjen Synopiidae. Inga underarter finns listade i Catalogue of Life.